# S.S. sezione sequestri
S.S. sezione sequestri (Οι απάνθρωποι) è un film del 1976 diretto da Pavlos Filippou.
È conosciuto anche col titolo internazionale Ransom baby.

## Trama
Christine, terribile criminale affiliata ad una banda che sta portando a termine una serie di furti in territorio europeo, seduce George, guardia giurata di un casinò molto famoso. In cambio di sesso e denaro, Christine si fa elargire da George una mappa illustrante il sistema di allarme e di evacuazione del casinò. Dopo aver studiato la mappa con attenzione, la donna convoca alcuni componenti della banda e, con l'aiuto dei complici, mette a segno un colpo milionario ai danni del casinò. Un ispettore di polizia viene incaricato di recuperare il maltolto ma, la banda criminale, al fine di dissuaderlo gli uccide la moglie e ne rapisce il figlio. L'ispettore, non datosi per vinto, braccherà gli elementi della banda e, al termine di un inseguimento, ingaggerà un tremendo scontro a fuoco; nessuno sopravviverà, nemmeno l'ispettore di polizia, colpito da una pallottola vagante. Anche la pericolosa Christine resterà uccisa, mentre il figlio dell'ispettore verrà portato in salvo dagli agenti di polizia, giunti appena in tempo sul luogo dello scontro.